# Машонка
Машонка — деревня в Хиславичском районе Смоленской области России. Входит в состав Печерского сельского поселения. Население — 2 жителя (2007 год). 
Расположена в юго-западной части области в 6 км к югу от Хиславичей, в 33 км западнее автодороги А141 Орёл — Витебск, на берегу реки Белица. В 33 км восточнее деревни расположена железнодорожная станция Крапивенская на линии Смоленск — Рославль. 

## История
В годы Великой Отечественной войны деревня была оккупирована гитлеровскими войсками в июле 1941 года, освобождена в сентябре 1943 года.